# Джанет Блер
Джанет Блер (англ. Janet Blair; 23 квітня 1921 — 19 лютого 2007) — американська акторка і співачка.

## Біографія
Джанет Блер, уроджена Марта Джейн Лаферті, народилася в Пенсільванії 23 квітня 1921 року. Вона почала свою кар'єру в кіно в 1942 році, уклавши контракт з компанією «Columbia Pictures». Свій псевдонім вона взяла від назви округу Блер в її рідному штаті.
У роки Другої світової війни вона з'явилася в багатьох чудових картинах, але найбільше вона запам'яталася за ролями сестри Розалінд Рассел у фільмі «Моя сестра Ейлін» (1942) і кращої подруги Ріти Хейворт в «Сьогодні ввечері і кожен вечір» (1945). Наприкінці 1940-х минув її контракт з «Columbia Pictures» і Джанет Блер багато років не з'являлася на екранах. З 1943 по 1950 рік Блер була одружена з відомим в США піаністом Лу Бушем.
Замість появ на кіноекранах Джанет Блер подалася на театральну сцену, де досягла успіху в ролі Неллі Форбуш в мюзиклі «Південь Тихого океану». З цією роллю вона тріумфувала на сцені три роки, а також багато гастролювала по США. Під час одного з турне в 1953 році вона познайомилася зі своїм другим чоловіком Ніком Мейо, від якого народила двох дітей.
У 1950-ті Блер також стала з'являтися і на телеекранах. У неї були ролі в серіалах «Кульмінація», «Бен Кейсі», «Правосуддя Берка» і «За межею можливого» (серія «Пам'ятка»), а також вона була частим гостем в різних телешоу. 1959 року Джанет Блер записав музичний альбом під назвою «Flame Out», в якому були зібрані багато знамениті балади, включаючи «don't Explain» і «Then you've Never Been Blue».
Одними з останніх великих її ролей стали Тенсі Тейлор в британському фільмі жахів «Ніч орла» (1962) і Мардж Дрейтон в картині «Хлопчики вирушають гуляти» (1962), а в останній раз на екранах вона з'явилася в 1991 році в одному з епізодів телесеріалу «Вона написала вбивство».
Джанет Блер померла 19 лютого 2007 року від ускладнень пневмонії в Санта-Моніці у віці 85 років.

## Вибрана фільмографія
- Моя сестра Ейлін (1942) — Ейлін Шервуд
- Сьогодні ввечері і кожен вечір (1945) — Джуді Кейн
- Я люблю труднощі (1948) — Норма Шеннон
- Хлопчики вирушають гуляти (1962) — Мардж Дрейтон